# 学校法人佑愛学園
学校法人佑愛学園（がっこうほうじんゆうあいがくえん）とは、愛知県清須市にある日本の学校法人である。

## 概要および沿革
1982年（昭和57年）に専門学校愛知医療学院が設立されると同時に、学校法人も誕生する。理学療法士・作業療法士の養成施設として20数年間の実績の末、2008年（平成20年）に愛知医療学院短期大学に昇格する。現在、同学校法人で設置している高等教育機関は愛知医療学院短期大学でもある。

## 設置学校
- 愛知医療学院短期大学